# 圣佩德罗德罗萨多斯
圣佩德罗德罗萨多斯，是西班牙卡斯蒂利亚-莱昂萨拉曼卡省的一个市镇。 总面积102平方公里，总人口359人（2001年），人口密度4人/平方公里。